# Argilly
Argilly település Franciaországban, Côte-d’Or megyében. Lakosainak száma 540 fő (2022. január 1.). Argilly Gerland, Montmain, Premeaux-Prissey, Quincey, Villy-le-Moutier, Auvillars-sur-Saône, Bagnot, Broin és Corgoloin községekkel határos.

## Népesség
A település népességének változása:
| Lakosok száma | 265  | 333  | 420  | 444  | 462  | 493  | 513  | 536  | 538  | 540  |
|               | 1968 | 1982 | 1990 | 2006 | 2013 | 2015 | 2017 | 2019 | 2020 | 2022 |